# 제9회 MBC 강변가요제
《제9회 MBC 강변가요제》는 1988년 8월 6일 강원도 춘천 남이섬에서 열린 제9회 MBC 강변가요제 출전곡이 수록된 음반이다.

## 수록곡
| #  | 제목                             | 작사   | 작곡   | 노래   | 재생 시간 |
| -- | -------------------------------- | ------ | ------ | ------ | --------- |
| 1. | 〈담다디 [대상]〉                | 김남경 | 김남경 | 이상은 | 3:04      |
| 2. | 〈소낙비 [동상]〉                | 남명선 | 황철호 | 소나기 | 3:08      |
| 3. | 〈비오는 오후 [장려상, 가창상]〉 | 박성신 | 박성신 | 박성신 | 3:57      |
| 4. | 〈그대 떠난 자리에서〉           | 이혜정 | 윤성태 | 이혜정 | 4:04      |
| 5. | 〈추억을 잊으면〉                | 박광현 | 박광현 | 박광현 | 4:26      |
| 6. | 〈갈매기 사랑〉                  | 백경하 | 박기홍 | 시갈스 | 4:02      |

| #  | 제목                          | 작사   | 작곡   | 노래          | 재생 시간 |
| -- | ----------------------------- | ------ | ------ | ------------- | --------- |
| 1. | 〈슬픈 그림같은 사랑 [금상]〉 | 김성란 | 박정원 | 이상우        | 4:05      |
| 2. | 〈떠나간 후에 [은상]〉        | 주성욱 | 주성욱 | 이정아        | 3:57      |
| 3. | 〈그날 이후〉                 | 하연화 | 하연화 | 하연화        | 3:16      |
| 4. | 〈내 젊음 목이말라요〉        | 박창섭 | 지성철 | 이재영        | 3:29      |
| 5. | 〈이밤에〉                    | 민혜정 | 민혜정 | 민혜정        | 3:49      |
| 6. | 〈별빛속에서〉                | 조광재 | 조광재 | 외침과 속삭임 | 4:11      |

## 특징
- 제 9회 강변가요제는 대상의 이상은을 비롯, 이상우, 박성신, 박광현, 이재영 등 가장 많은 인기가수를 배출한 회로도 유명하다.

- 1988 강변가요제 대상발표 영상  : 당시 화제가 되었던 이상은의 수상소감